# Grande Prêmio do Cinema Brasileiro 2005
O Grande Prêmio do Cinema Brasileiro de 2005 (também chamado de Grande Prêmio TAM de Cinema Brasileiro), organizado pela Academia Brasileira de Cinema e com patrocínio da companhia aérea TAM Linhas Aéreas (atualmente chamada de LATAM Airlines Brasil), foi maior premiação do Cinema Brasileiro do ano de 2005 e premiou os profissionais da área do cinema, bem como, os filmes lançados comercialmente no ano de 2004. 
O evento foi realizado na Marina da Glória, no Rio de Janeiro (após três anos de Cine Odeon como sede do evento) no dia 24 de maio de 2005 (após três anos ocorrendo no segundo semestre do ano) e teve exibição na tevê aberta pela rede de televisão Rede Bandeirantes.  A premiação foi apresentada pelo grupo teatral Z.É. - Zenas Emprovisadas e teve como artista homenageada a atriz, humorista e cantora brasileira Dercy Gonçalves, uma das maiores vedetes do cinema e do teatro brasileiros.
Cazuza - O Tempo Não Para foi o filme com mais indicações na noite, totalizando 12 indicações, seguido de Narradores de Javé, com 11 indicações. Cazuza - O Tempo Não Para sagrou-se como o maior vencedor da premiação, vencendo inclusive o prêmio principal da noite, Melhor Longa-Metragem de Ficção.

## Vencedores e indicados
Os nomeados para a premiação foram anunciados pela Academia Brasileira de Cinema em 25 de abril de 2005. Os vencedores da premiação estão destacados em negrito.
| Melhor Longa-Metragem de Ficção | Melhor Direção |
| --- | --- |
| - Cazuza - O Tempo Não Para – Daniel Filho, produtor - Contra Todos – Andrea Barata Ribeiro, Bel Berlinck, Fernando Meirelles, Geórgia Costa Araújo, Roberto Moreira, produtores - Narradores de Javé – André Montenegro, Vania Catani, produtores - O Outro Lado da Rua – Katia Machado, Marcos Bernstein, produtores - Redentor – Cláudio Torres, José Carlos Oliveira, Leonardo Monteiro de Barros, produtores. | - Cláudio Torres – Redentor - Eduardo Coutinho – Peões - Eliane Caffé – Narradores de Javé - João Moreira Salles – Entreatos - Roberto Moreira – Contra Todos |
| Melhor Atriz | Melhor Ator |
| - Fernanda Montenegro – O Outro Lado da Rua como Regina Bragança - Camila Morgado – Olga como Olga Benário Prestes - Cleo – Benjamim como Ariela Masé / Castana Beatriz - Leona Cavalli – Contra Todos como Cláudia - Myrian Muniz – Nina como Eulália | - Daniel de Oliveira – Cazuza - O Tempo Não Para como Cazuza - Ailton Graça – Contra Todos como Waldomiro - Caco Ciocler – Olga como Luís Carlos Prestes - José Dumont – Narradores de Javé como Antônio Biá - Lázaro Ramos – Meu Tio Matou Um Cara como Éder Fragoso - Paulo José – Benjamim como Benjamin Zambraia - Raul Cortez – O Outro Lado da Rua como Dr. Camargo |
| Melhor Atriz Coadjuvante | Melhor Ator Coadjuvante |
| - Laura Cardoso – O Outro Lado da Rua como Patolina - Andrea Beltrão – Cazuza - O Tempo Não Para como Malu - Dira Paes – Noite de São João como Joana - Eliane Giardini – Olga como Eugénie Benário - Leandra Leal – Cazuza - O Tempo Não Para como Bebel Gilberto | - Gero Camilo – Narradores de Javé como Firmino - Chico Díaz – Benjamim como Alyandro Sgaratti - Emílio de Mello – Cazuza - O Tempo Não Para como Ezequiel Neves - Fernando Torres – Redentor como Justo - Nelson Xavier – Narradores de Javé como Zaqueu |
| Melhor Roteiro Original | Melhor Roteiro Adaptado |
| - Narradores de Javé – Eliane Caffé e Luis Alberto de Abreu - Meu Tio Matou um Cara – Guel Arraes e Jorge Furtado - Nina – Marçal Aquino e Heitor Dhalia - O Outro Lado da Rua – Marcos Bernstein e Melanie Dimantas - Redentor – Cláudio Torres, Fernanda Torres e Elena Soarez | - Cazuza - O Tempo Não Para – Fernando Bonassi e Victor Navas, baseado na biografia Cazuza, Só As Mães São Felizes de Regina Echeverria e Lucinha Araújo - A Dona da História – Daniel Filho, João Falcão e João Emanuel Carneiro, baseado na peça A Dona da História de João Falcão - Benjamim – Jorge Furtado, Glênio Póvoas e Monique Gardenberg, baseado no romance Benjamim de Chico Buarque - Olga – Rita Buzzar, inspirado na biografia Olga de Fernando Morais - Querido Estranho – Ricardo Pinto e Silva e José Carvalho, adaptado da peça Intensa Magia de Maria Adelaide Amaral |
| Melhor Longa-Metragem Documentário | Melhor Longa-Metragem Estrangeiro |
| - O Prisioneiro da Grade de Ferro – Paulo Sacramento - Entreatos – João Moreira Salles - Fala Tu – Guilherme Coelho - Línguas: Vidas em Português – Victor Lopes - Peões – Eduardo Coutinho | - Dogville ( Dinamarca) – Lars von Trier - 21 Gramas ( Estados Unidos) – Alejandro González Iñárritu - Brilho Eterno de Uma Mente Sem Lembranças ( Estados Unidos) – Michel Gondry - Diários de Motocicleta (/ Argentina/Estados Unidos) – Walter Salles - Encontros e Desencontros ( Estados Unidos) – Sofia Coppola |
| Melhor Direção de Arte | Melhor Fotografia |
| - Olga – Tiza de Oliveira - A Dona da História – Clóvis Bueno - Cazuza - O Tempo Não Para – Cláudio Amaral Peixoto - Narradores de Javé – Carla Caffé - Redentor – Tulé Peak | - Cazuza - O Tempo Não Para''' – Walter Carvalho - A Dona da História – José Roberto Eliezer - Narradores de Javé – Hugo Kovensky - Olga – Ricardo Della Rosa - Redentor – Ralph Strelow |
| Melhor Figurino | Melhor Maquiagem |
| - Olga – Paulo Lóes - A Dona da História – Bia Salgado - Benjamim – Marcelo Pies - Cazuza - O Tempo Não Para – Cláudia Kopke - Narradores de Javé – Cristina Camargo | - Olga – Marlene Moura - Benjamim – Juliana Mendes - Didi Quer Ser Criança – Guilherme Pereira - Nina – Gabi Moraes - Redentor – Martín Macías Trujillo |
| Melhor Som | Melhor Trilha Sonora |
| - Cazuza - O Tempo Não Para – Zezé D'Alice - 1,99 - Um Supermercado Que Vende Palavras – André Abujamra - O Outro Lado da Rua – Jorge Saldanha, Waldir Xavier e Rodrigo de Noronha - Olga – Jorge Saldanha, Alessandro Laroca e Armando Torres Jr. - Redentor – Beto Ferraz, Armando Torres Jr. e Mark A. Van Der Willigen                                                                                         | - Cazuza - O Tempo Não Para – Guto Graça Mello - Benjamim – Arnaldo Antunes e Chico Neves - Meu Tio Matou Um Cara – Caetano Veloso e André Moraes - Narradores de Javé – DJ Dolores - Nina – Antonio Pinto |
| Melhor Montagem | Melhor Curta-Metragem de Ficção |
| - Cazuza - O Tempo Não Para – Sérgio Mekler - A Dona da História – Felipe Lacerda - Meu Tio Matou Um Cara – Giba Assis Brasil - Narradores de Javé – Daniel Rezende - Redentor – Vicente Kubrusly | - A História da Eternidade – Camilo Cavalcante |
| Melhor Curta-Metragem Documentário | Melhor Curta-Metragem Animação |
| - Da Janela do Meu Quarto – Cao Guimarães | - Nave Mãe – Otto Guerra e Fábio Zimbres |

### Filmes com mais indicações e prêmios
| Indicações | Filme                     |
| ---------- | ------------------------- |
| 12         | Cazuza - O Tempo Não Para |
| 11         | Narradores de Javé        |
| 9          | Olga                      |
| 9          | Redentor                  |
| 7          | Benjamim                  |
| 6          | O Outro Lado da Rua       |
| 5          | A Dona da História        |
| 4          | Contra Todos              |
| 4          | Meu Tio Matou um Cara     |
| 4          | Nina                      |

| Vitórias | Filme                     |
| -------- | ------------------------- |
| 7        | Cazuza - O Tempo Não Para |
| 3        | Olga                      |
| 2        | Narradores de Javé        |
| 2        | O Outro Lado da Rua       |